# Diel (961 m)
Diel (961 m) – szczyt w „turczańskiej” części Wielkiej Fatry na Słowacji. Wznosi się w jej północno-zachodniej części graniczącej z Górami Kremnickimi. Jego południowe stoki opadają do doliny potoku Biela voda tworzącej granicę między Wielką Fatrą i Górami Kremnickimi. Stoki zachodnie opadają do Žarnovickiej doliny, północno-wschodnie do dolinki potoku będącego jej dopływem. W kierunku południowo-wschodnim od szczytu Diel ciągnie się nad doliną Bielej vody grzbiet, później zakręcający na północny wschód do szczytu Holý kopec (940 m).
Diel zbudowany jest ze skał wapiennych. Jest całkowicie porośnięty lasem i znajduje się poza granicami Parku Narodowego Wielka Fatra, w jego otulinie. Las ten jest użytkowany, zboczami Diela biegną trzy drogi leśne (tzw. stokówki) do zwózki drzewa. Nie prowadzi przez niego żaden szlak turystyczny. 
Południowymi podnóżami Diela (doliną Bielej vody) biegnie linia elektryczna.